# Chung Won-shik
Chung Won-shik (en coreano: 정원식; Seúl, Corea Japonesa, 5 de agosto de 1928-ibídem, 12 de abril de 2020) fue un político, profesor, soldado y escritor surcoreano. Fue el 21.o primer ministro de Corea del Sur.

## Biografía
Entre 1951 y 1955, Chung sirvió como oficial en el Ejército de Corea del Sur. Tras ello, trabajó como profesor en la Universidad Nacional de Seúl. Más tarde, entró en política como ministro de educación, etapa durante la cual se ganó una reputación por su dureza. El 24 de mayo de 1991, el presidente Roh Tae-woo lo nombró primer ministro en funciones, y el 8 de julio de 1991 se convirtió en primer ministro de Corea del Sur. En 1995, fue candidato a alcalde de Seúl.
Falleció en Seúl a causa de una nefropatía el 12 de abril de 2020, a los 91 años.